# Arachnion lloydianum
Arachnion lloydianum är en svampart som beskrevs av Demoulin 1972. Arachnion lloydianum ingår i släktet Arachnion och familjen Agaricaceae.   Inga underarter finns listade i Catalogue of Life.